# 間瀬家住宅（作右衛門屋敷）
間瀬家住宅（作右衛門屋敷）（ませけじゅうたく さくえもんやしき）は、愛知県半田市亀崎町6丁目83-1他にある邸宅。主屋、土蔵が登録有形文化財。隣接地にある私設美術館の立川美術館（たちかわびじゅつかん）の分館と位置づけられている。

## 歴史

### 2代間瀬作右衛門
半田市亀崎町は知多半島東岸にあって知多湾に面した町である。間瀬家住宅は師崎街道に面しており、廻船問屋と材木商を営んでいた。
嘉永2年（1849年）4月8日、知多郡常滑村の伊藤団蔵の長男として後の2代間瀬作右衛門が生まれた。27歳の時に初代間瀬作右衛門の婿養子となって間瀬家の家業を継ぐと、1884年（明治17年）には間瀬家の主屋を建てた。明治中期には土蔵も建てている。
1890年（明治23年）、2代間瀬作右衛門は40歳の時に味噌・溜醸造場を設立し、朝倉屋という屋号で醸造業にも参入した。亀崎町を含む知多半島では醸造業が盛んであり、1892年（明治25年）時点では溜・醤油製造人として伊東孫左衛門など7人がおり、1895年（明治28年）時点では酒造家として伊東七郎衛など11人がいた。間瀬作右衛門も溜・醤油製造人に名を連ねており、仕込石数は7人中2番目の556石、製成石数は7人中3番目の244石だった。
1903年（明治36年）3月27日には亀崎町に芝居小屋の相生座が開場し、歌舞伎の澤村訥子一座を招いて舞台開きを行った。間瀬作右衛門も発起人のひとりであり、顧問として伊東合資会社や井口商会などがいた。1904年（明治37年）2月21日に亀崎町に電話が開通した際、醤油醸造及材木商の間瀬作右衛門の番号は37番だった。なお、11番は亀崎町役場、19番は伊東七郎衛、36番は望洲楼などである。
2代間瀬作右衛門は1923年（大正12年）1月27日に死去した。2代の婿養子が3代間瀬作右衛門を襲名し、1932年（昭和7年）に数寄屋造りの座敷を増築した。

### 保存と活用
1989年（平成元年）9月、間瀬恒祥（6代目立川流棟梁 立川芳郎尚冨）によって立川流彫刻研究所が設立された。間瀬恒祥は学校法人至学館コミュニケーション研究所特任研究員なども務めており、2003年（平成15年）には中日新聞社による中日社会功労賞を受賞している。2005年（平成17年）4月、間瀬恒祥は立川美術館を開館させた。
2020年（令和2年）から毎年初春には亀崎盆梅展が開催されている。2023年（令和5年）には主屋が改修された。2024年（令和6年）3月6日、登録有形文化財に登録された。登録名称は「間瀬家住宅（作右衛門屋敷）主屋」、「間瀬家住宅（作右衛門屋敷）土蔵」。主屋の登録基準は「造形の規範となっているもの」であり、土蔵の登録基準は「国土の歴史的景観に寄与しているもの」である。同年6月9日、土日のモーニングタイム限定営業の屋敷カフェがオープンした。

## 建築
主屋は木造2階建、切妻造、桟瓦葺。東側に玄関があり、2列7室が並んでいる。南西部に主座敷があり、数寄屋風の意匠を有している。西側に座敷が接続している。
土蔵は木造2階建、切妻造、桟瓦葺。窓の少ない重厚な外観であり、旧家の屋敷構えを表していると評価された。

## 立川美術館
間瀬家住宅の北側には立川流彫刻を紹介する立川美術館・立川流彫刻研究所がある。間瀬家住宅は立川美術館の分館という位置づけである。2023年（令和5年）3月21日、立川美術館内にあんかけスパ店「あんペペのオッティ」がオープンした。2024年（令和6年）4月11日から立川美術館は一般財団法人立川内匠会が運営している。

### 利用案内
開館時間
- 10時から17時

休館日
- 水曜日

入館料
- 立川美術館 - 大人500円、小中学生200円
- 鉄道ジオラマ館 - 大人200円、小中学生100円